# Médecin de brousse
Les médecins de brousse pratiquent dans des zones isolées de la brousse africaine. Rares sont les médecins qui acceptent de nos jours d'exercer dans ce milieu coupé de toute assistance extérieure. La médecine pratiquée s'apparente plus à la médecine d'urgence qu'aux soins courants.
Dans certaines régions excentrées du Congo, de la Guinée, du Mali, du Niger ou du Tchad, la présence médicale est si faible que, dans ces zones, il n'y a qu'un médecin pour plus de cent mille habitants.

### Filmographie
- Médecins de brousse. Les médecins militaires au temps des colonies, film documentaire et historique de François Caillat et Silvia Radell, ARTE, 2011, 85 min